# Евфросинья Ольгердовна
Евфросинья Ольгердовна, Евфросиния, Ефросинья Рязанская (ок. 1352 — 5 декабря 1405 года) — дочь великого князя Литовского Ольгерда от второго брака с Иулианией Тверской, жена рязанского князя Олега .
В постриге «Евпраксия» (не путать с её сестрой серпуховской княгиней Еленой Ольгердовной, в постриге также Евпраксией).
Рязанская местночтимая святая в чине преподобной (день памяти 23 июня по новому стилю), её муж — благоверный.

## Биография
После заключения союза между Литвой и Рязанью, Ольгерд выдал её замуж за князя Олега Ивановича Рязанского.
Вместе с ним основала Солотчинский монастырь. Её муж скончался 5 (18) июня 1402 году и был похоронен в этой обители. Вдовствующая княгиня постриглась под именем Евпраксия в Солотчинском Зачатейском женском монастыре, где через два года скончалась Супруги были похоронены вместе в каменном гробу в Покровском храме Солотчинского монастыря, их гробница служила местом паломничества и чудес.
Каменная Покровская церковь обрушилась от обвала песчаного берега в 1768 году. По указу Святейшего Синода (6 октября 1769) № 1955, останки великого князя Олега Ивановича и княгини Ефросиньи перенесены в церковь Рождества Пресвятой Богородицы Солотчинского монастыря.

О. Н. Любомудров описывает эту новую гробницу:
«Здѣсь положены мощи Благовѣрного Великаго Князя Ольга Iоанновича Рязанского, во святомъ крещенiи нареченнаго Iаковом, а в иноцѣхъ Iоною, ї великикiя его супруги Княгини Еvфросїнїи, въ монахїняхъ же нареченныя Еvпраксїи. Они старанiем своимъ и иждивенiемъ состроили Солотчинскiй монастырь в лето ҂sѿчи (6898) от Рождества же по плоти Бога Слова, атч (1390), при бытности на семъ мѣстѣ двухъ игуменовъ именемъ Василiя и Еvфимiя; напослѣдокъ благовѣрный князь постригся в монахи въ семъ Солотчинскомъ монастырѣ, и житiе препроводїлъ лѣ҄ двѣнатца҄ а княгїня Еvфросинiя жїтельство їмѣла въ дѣвичьемъ монастырѣ, неизвестно какомъ, только сказываютъ что она состроила при Солотчинскомъ селѣ особливый дѣвичiй монастырь, и тамъ окончила жїзнь свою (…) Память благоверного князя совершается октябрiя въ ѳ день,6 и їюня еi день,7 и їаннурїя въ к день, вѣчная имъ память».
Над гробницей находилась поздняя икона, изображающая супругов в монашеских облачениях (ныне — в Рязанском художественном музее). Туда же передана кольчуга, хранившаяся при гробе как принадлежавшая князю.
После закрытия монастыря (1923) мощи великого князя и его супруги были изъяты и переданы в Рязанский губернский музей.
13 июля 1990 мощи  были переданы в Свято-Иоанна-Богословский монастырь.
В апреле 1994 года Солотчинский монастырь передан Рязанской епархии, церковные власти открыли там Рождество-Богородицкий женский монастырь, и 22 июня 2001 останки вновь перенесены в Солотчинский монастырь. Впоследствии супруги были перезахоронены в Богородице-Рождественском соборе Солотчинского монастыря.

## Семья
Отец — Ольгерд (ум. в 1377)

Мать — Иулиания Тверская (ум. в 1391)

Брат — Ягайло (ум. в 1434)

Брат — Свидригайло (ум. в 1452)

Брат — Корибут Ольгердович

Супруг: Олег Рязанский (ум. в 1402).
Дети:
- Агриппина — замужем за Иваном Титовичем Козельским[источник не указан 828 дней][10];
- Алёна — замужем за Юрием Святославичем Смоленским;
- Фёдор (ум.1427) — великий князь рязанский (1402—1427);
- Родослав (Ярослав?) (ум.1407);
- дочь — замужем за Владимиром Пронским;
- Анастасия — вышла замуж за Дмитрия-Корибута Ольгердовича, князя новгород-северского и збаражского, своего дядю, брата матери Ефросиньи.